# 赵家岗土家族乡
赵家岗土家族乡，是中华人民共和国湖南省张家界市慈利县下辖的一个乡镇级行政单位。

## 行政区划
赵家岗土家族乡下辖以下地区：
双河村、和坪村、长安村、新合村、新坪村、大庸村、广垭村、于坪村、天娥村、麻山村、株木岗村、金坪村、新泉村、新庄村、新安村、碗田村、新桥村、天山村和新峪村。